# Nazionalismo irlandese

La bandiera verde è stata uno dei simboli del nazionalismo irlandese durante il XX secolo

Il nazionalismo irlandese (in irlandese: Náisiúnachas Éireannach, in inglese Irish nationalism) comprende quei movimenti politici e sociali ispirati all'amore, alla cultura, alla lingua, alla storia ed alla tradizione irlandese, nonché al senso di orgoglio dell'appartenenza alla cultura irlandese.
Un esempio di estremismo del nazionalismo irlandese è l'IRA.
Il nazionalismo irlandese moderno, con aspirazioni democratiche nacque negli anni '90 del XVIII secolo quando Theobald Wolfe Tone fondò il Society of United Irishmen, con il proposito di eliminare le discriminazioni religiose e fondare un'entità politica indipendente.